# Pyrrhae Chaos
Pyrrhae Chaos és una estructura geològica del tipus chaos a la superfície de Mart, situada amb el sistema de coordenades planetocèntriques a -9.41 ° de latitud N i 332.99 ° de longitud E. Fa 162.35 km de diàmetre. El nom va ser fet oficial per la UAI l'any 1982 i el pren d'una característica d'albedo.